# Bakije
Bakije är en ort i Bosnien och Hercegovina.   Den ligger i entiteten Federationen Bosnien och Hercegovina, i den sydöstra delen av landet, 50 kilometer sydost om huvudstaden Sarajevo. Bakije ligger 778 meter över havet och antalet invånare är 160.
Terrängen runt Bakije är kuperad. Närmaste större samhälle är Goražde, 8,8 kilometer nordost om Bakije. 
I omgivningarna runt Bakije växer i huvudsak lövfällande lövskog. Runt Bakije är det ganska tätbefolkat, med 67 invånare per kvadratkilometer.